# Maria Voronina
Maria Aleksandrovna Voronina (em russo: Мари́я Алекса́ндровна Воро́нина) (Obninsk, 18 de fevereiro de 2000) é uma jogadora de vôlei de praia russa, que foi medalhista de ouro nos Jogos Olímpicos de Verão da Juventude em 2018 na Argentina e campeã na edição do Campeonato Mundial Sub-19 no mesmo ano na China.

## Carreira
Em 2018 formou dupla com Mariia Bocharova e disputou a edição do Campeonato Mundial Sub-19 sediado em Nanquim obtendo a medalha de ouro e juntos conquistaram a inédita medalha de ouro na edição dos Jogos Olímpicos de Verão da Juventude em 2018 realizados em Buenos Aires.
Na edição do Campeonato Mundial Sub-21 de 2019 sediado em Udon Thani  conquistou juntamente com Mariia Bocharova a medalha de prata,perdendo para as mulheres brasileiras